# Robert Grubbs
Robert H. Grubbs (né le 27 février 1942 à Possum Trot, dans le Kentucky, aux États-Unis et mort le 19 décembre 2021) est un chimiste américain. Avec Richard R. Schrock et Yves Chauvin, il est colauréat du prix Nobel de chimie de 2005.

## Biographie
Il est professeur au California Institute of Technology (Caltech).
En octobre 2005, il a conjointement reçu le prix Nobel de chimie avec Richard R. Schrock et Yves Chauvin « pour le développement de la méthode de la métathèse en synthèse organique » (oléfine). En chimie organique, la métathèse est une réaction dans laquelle s’intervertissent des radicaux entre molécules. Les applications de ce procédé sont très vastes.

## Distinctions et récompenses
- 2002 : prix Arthur C. Cope
- 2005 : prix Nobel de chimie